# Zimmer (automobile)
Pour les articles homonymes, voir Zimmer.
Zimmer est un constructeur automobile de luxe américain, fondé par Paul Zimmer et son fils Bob Zimmer en 1978 à Syracuse, dans l'État de New York.

## Historique

### Paul et Bob Zimmer
En 1978 les designers industriels Paul Zimmer et son fils Bob, créent et fabriquent leur « Zimmer Golden Spirit » néo-rétro vintage, très inspirée du succès légendaire des Duesenberg J, Mercedes-Benz S, Mercedes-Benz 540K des années 1920 et années 1930, et autres Excalibur des années 1960. 

Zimmer Golden Spirit
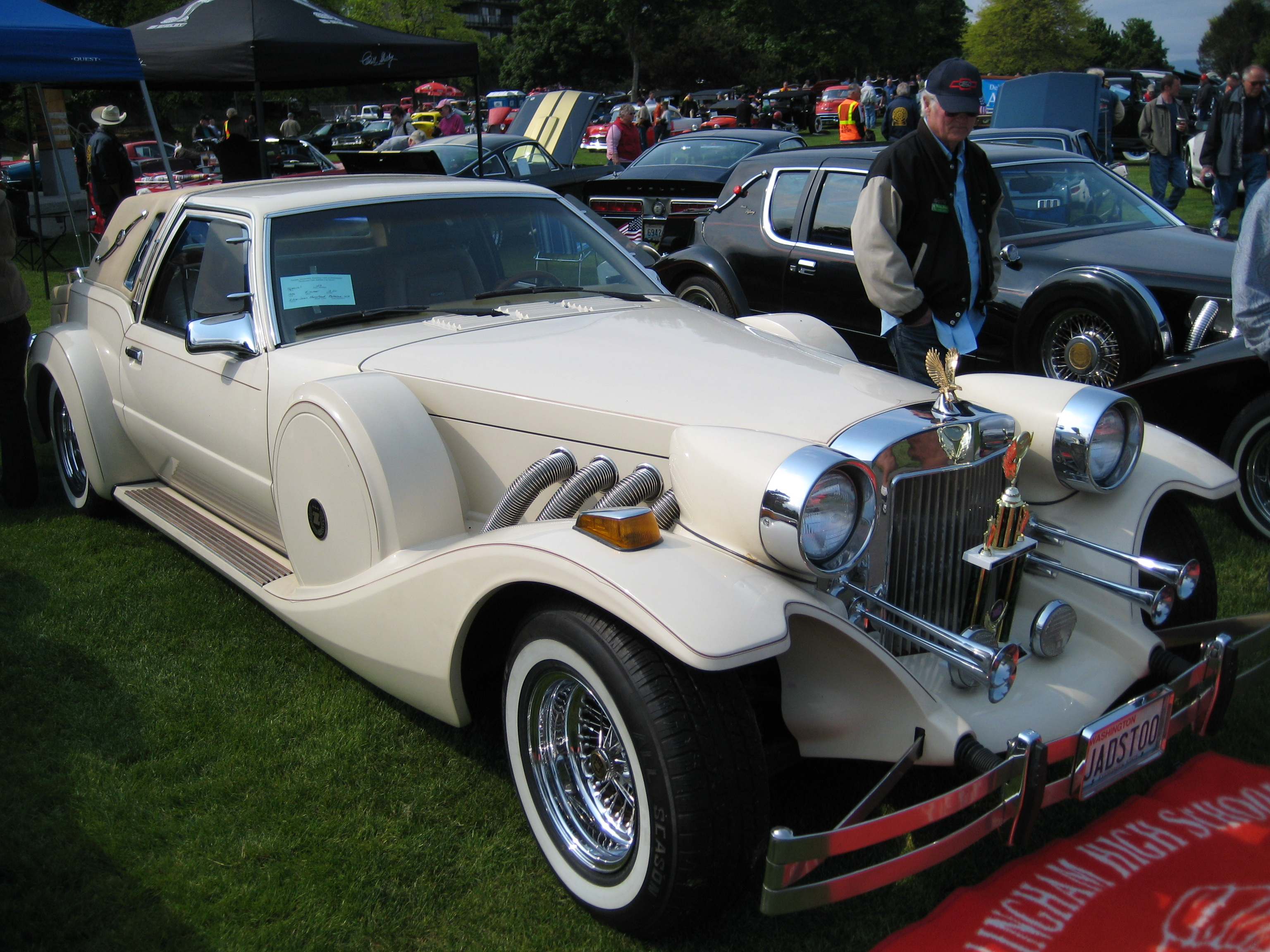
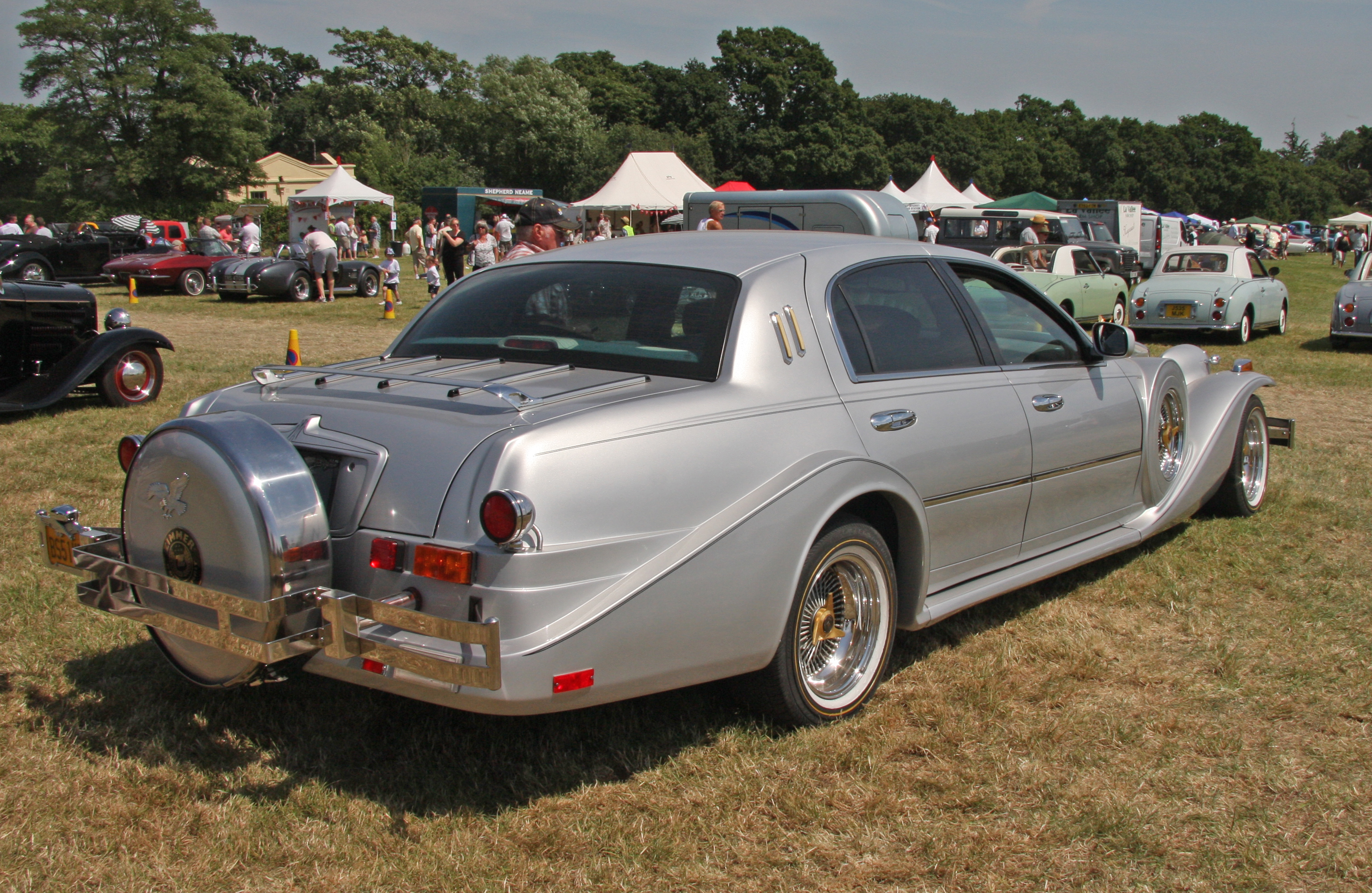
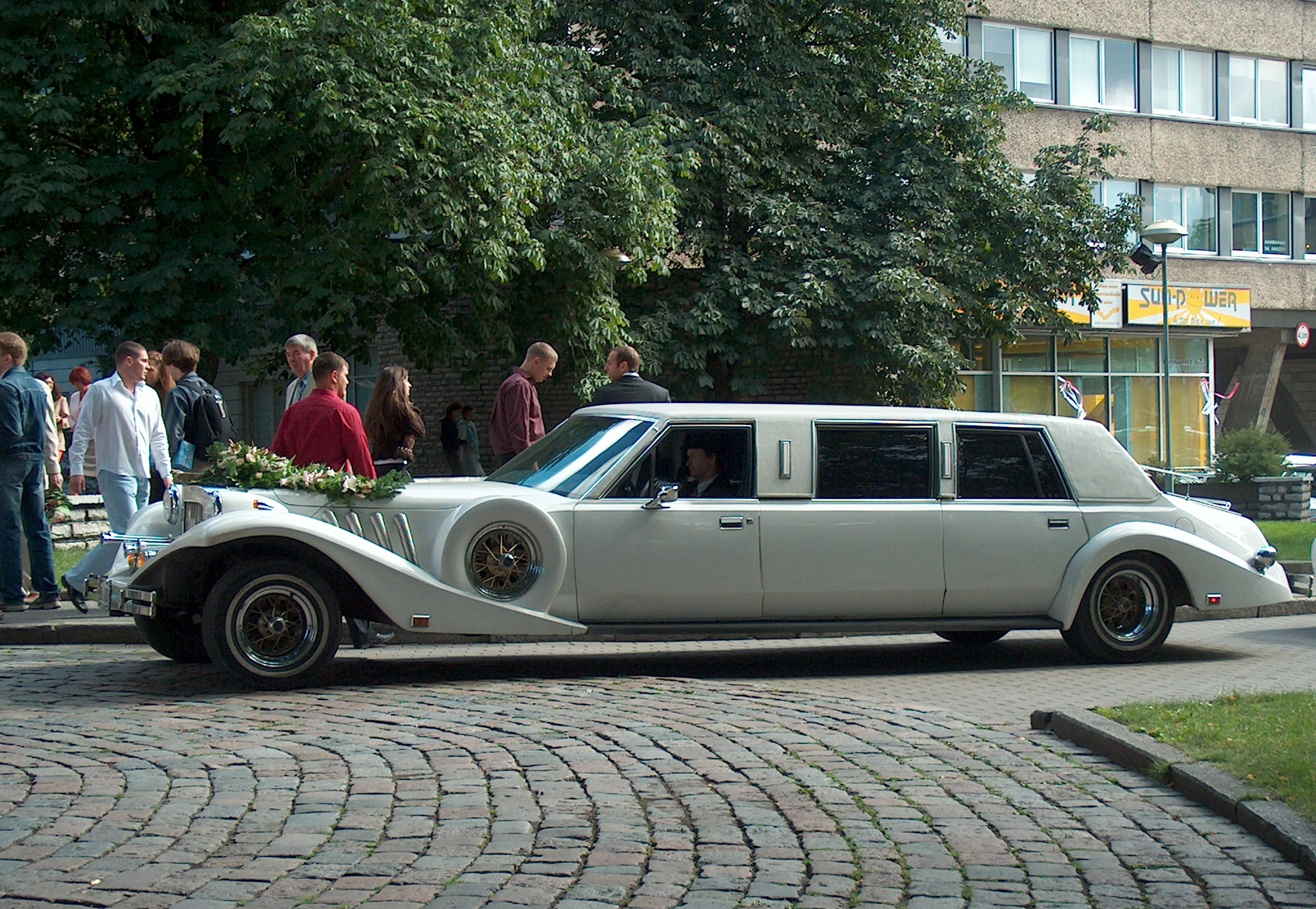
Version limousine

Concurrentes directes des Excalibur, et Clénet..., elles sont fabriquées à base de Ford Mustang neuves à moteur V8 de 5,0 L, dans leurs usines de Pompano Beach près de Miami en Floride. En 1984 ils créent et fabriquent leur second modèle « Zimmer Quicksilver » sur chassie moteur de Pontiac Fiero à moteur V6 de 2,8 L. 

Zimmer Quicksilver
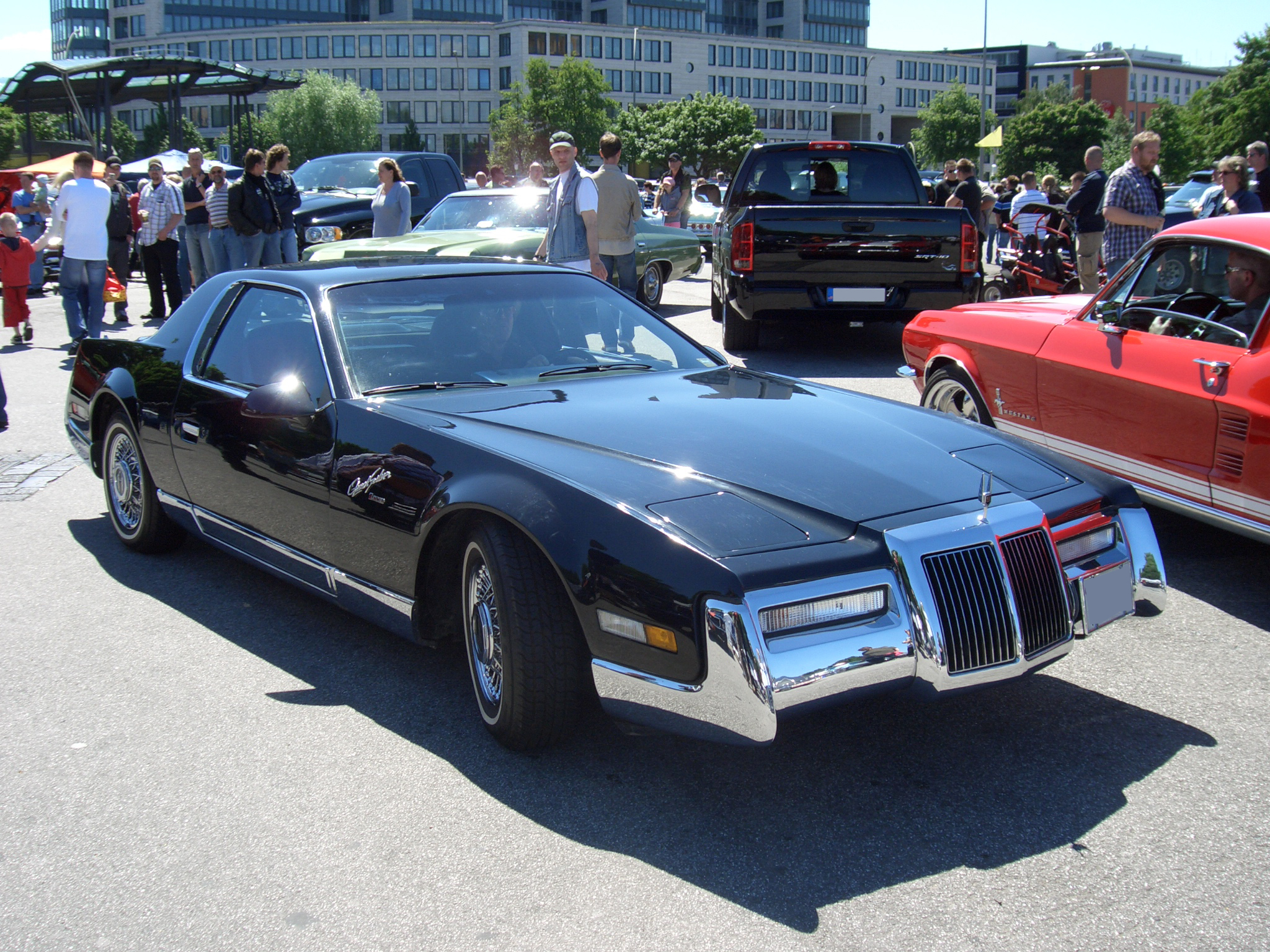
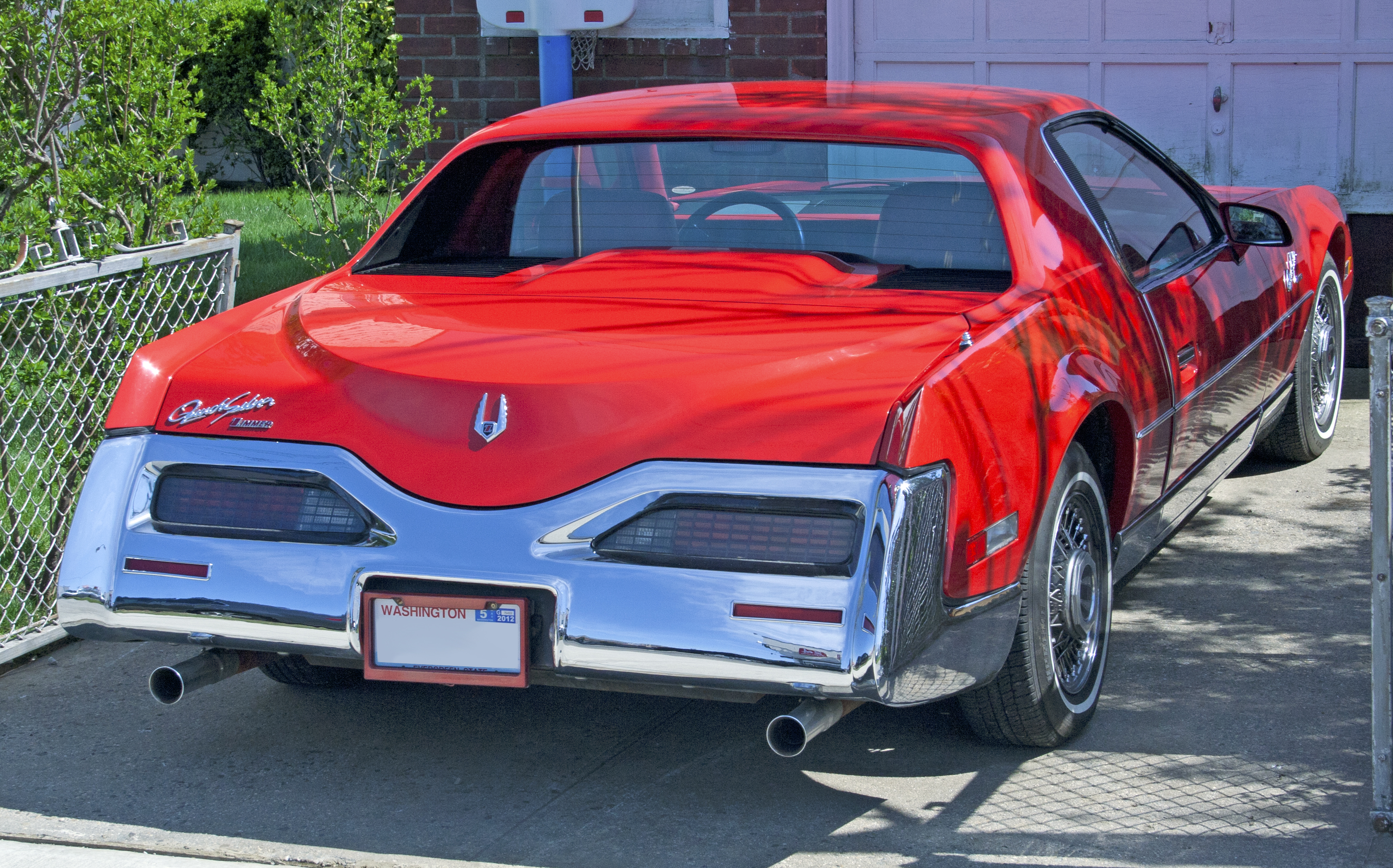

La marque connait l'apogée de son succès dans les années 1980, avec 175 employés pour 25 millions de dollars de revenus annuels, avant que la disparition de Paul Zimmer en 1988 n'entraîne rapidement l'entreprise à la faillite.

### Art Zimmer
En 1996 Art Zimmer (sans aucun lien familial d'origine avec les premiers) ressuscite la marque, qu'il rebaptise « Art Zimmer Neo-Classic Motor Car » en 1997, pour continuer de fabriquer avec succès, sur commande, les Zimmer Golden Spirit de la marque d'origine, en petite série de 10 à 20 voitures par an, en berline Sedan ou cabriolet 2 ou 4 places, à base de chassie de Cadillac CTS, et de moteurs Buick, Lincoln, ou Chevrolet...

## Production
- 1978 à 1988 : Zimmer Golden Spirit (fleuron de la marque, fabriqué à plus de 1500 exemplaires sur chassis-moteur de Ford Mustang à moteur V8 de 5 L)
- 1984 à 1988 : Zimmer Quicksilver (sur chassis moteur de Pontiac Fiero à moteur V6 de 2,8 L)